# Jean Leguay
Jean Leguay (Chevreuse, 29 november 1909 - Parijs, 2 juli 1989) was een Franse hoge ambtenaar en oorlogsmisdadiger.
Tijdens de Tweede Wereldoorlog was hij, op een na, het hoofd van de politie in Parijs, in de bezette zone, onder het regime van Vichy-Frankrijk. Hij was de assistent van René Bousquet.
Na de oorlog leefde hij in Parijs. In 1979 werd hij gevonden en aangeklaagd wegens misdaden tegen de menselijkheid, inzonderheid in verband met zijn verantwoordelijkheid in de deportatie van de Parijse joden. Een proces tegen hem zou in 1989 worden gestart, maar hij overleed voordat het proces goed en wel begonnen was.